# Elmetto M31

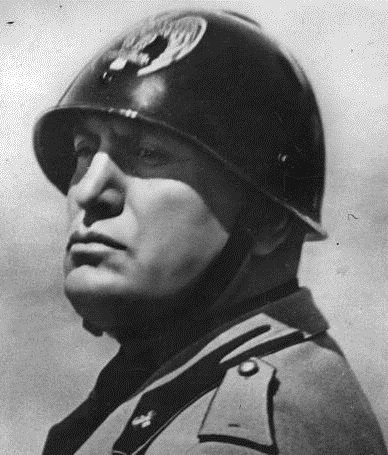
Benito Mussolini - Elmetto M31

L'elmetto M31 rappresenta l'elemento di transizione tra l'elmetto Adrian di invenzione francese e l'elmetto M33, di concezione interamente italiana.

## Storia
Dopo la conclusione della prima guerra mondiale il soldato italiano era rappresentato nei monumenti commemorativi con l'elmetto d'ordinanza Adrian Mod. 16 che, seppure fabbricato in Italia, era di paternità francese.
Questo fatto non poteva conciliarsi con il nazionalismo italiano, imperante sotto il fascismo.
Così mentre la Francia elaborava modifiche e varianti all'Adrian (Mod. 1922 e Mod. 1926 che continuerà ad essere utilizzato durante tutta la seconda guerra mondiale) l'Italia puntò su un modello completamente nuovo che si distinguesse dal tedesco Stahlhelm e dall'inglese "Brodie".
Il modello M31, prodotto nel 1931 a livello di prototipo e subito sostituito dal M33 del 1933, ebbe una vita operativa assai breve o quasi nulla. Distribuito solo ad alcuni reparti del Regio Esercito e della Regia Marina ebbe molto più successo sotto il profilo della divulgazione e dell'immagine. Compatto e confortevole appare in numerose medaglie e immagini ufficiali di Vittorio Emanuele III di Savoia e di Benito Mussolini, o in manifesti propagandistici o in alcune tessere del Partito Nazionale Fascista che rimasero in circolazione anche quando l'M31 fu definitivamente sostituito dall'M33.
L'innovativo disegno dell'elmetto italiano, soprattutto nella versione del successivo M33, ha ispirato le forme degli elmetti di altri paesi europei, fra cui l'Unione Sovietica, la Svezia, la Bulgaria ed altri.

## Parti caratteristiche dell'elmetto M31
- Calotta: è in acciaio stampato a forma di semi guscio con bordo leggermente estroflesso privo di ribattitura;
- Crestina: è assai ridotta rispetto al modello Adrian e assolve alla funzione di protezione dei fori di aerazione;
- Visiera: poco pronunciata, è costituita dal bordo estroflesso della calotta ed è evidenziata da un accenno di punta;
- Coprinuca: non è evidenziato; il bordo estroflesso della calotta prosegue nella parte posteriore con il medesimo profilo presente nelle parti laterali;
- Imbottitura: è costituita da tre cuscinetti di cuoio imbottiti fissati ad un anello metallico a sua volta fissato alla calotta con quattro ribattini posti in posizione diametrale frontale e laterale; i tre cuscinetti di cuoio sono uniti da un laccetto, anch'esso di cuoio, necessario per l'adattamento alle varie misure di testa;
- Sottogola o soggolo: è in cuoio in due pezzi, colore grigioverde, con fibbia per la chiusura, è fissato agli attacchi con due ribattini per lato, gli attacchi di forma rettangolare sono fissati mediante una piastrina all'anello metallico dell'imbottitura;
- Aerazione: sono presenti due fori nella parte superiore della calotta protetti dalla crestina;
- Colore: è il grigioverde classico del Regio Esercito;
- Fregio: è presente negli elmetti destinati agli alti gradi, appare in rilievo e di grandi dimensioni.